# 서킷 트레이닝
서킷 트레이닝(circuit training)은 지구력 트레이닝, 근력 트레이닝, 고강도 에어로빅, 서킷에서 행해지는 운동을 수반하는 체력 관리방법이다. 체력 강화와 근력 저항성 강화를 목표로 한다. 여기서 "서킷"(circuit) 하나는 프로그램 내의 여러 운동들을 한 차례 완수하는 것이다. 한 서킷을 완수하면 다음 서킷에서 다시 첫 번째 운동을 시작한다. 전통적으로 서킷 트레이닝의 운동들 간 시간은 짧은 편이다.
이 프로그램은 1953년 잉글랜드 리즈 대학교의 R.E. 모건과 G.T. 앤더슨에 의해 개발되었다.

## 서킷 트레이닝의 일반적인 활동

### 상체
- 팔굽혀펴기
- 백 익스텐션
- 벤치 프레스

### 몸통
- 윗몸 일으키기
- 크런치 (운동)

### 하체
- 스쿼트 점프
- 셔틀 런

### 전신
- 버피 (운동)
- 런닝머신 운동
- 조깅

## 같이 보기
- 무산소 운동
- 인터벌 트레이닝
- 등척성 운동
- 스트레칭
- 웨이트 트레이닝